# Jungle Love
Jungle Love (Amor en la selva en España y Amor selvático en Hispanoamérica) es el decimotercer episodio de la cuarta temporada de la serie Padre de familia emitido el 25 de septiembre de 2005 a través de FOX. El episodio está escrito por Mark Hentemann y dirigido por Seth Kearsley.
La trama se centra en Chris, que emocionado por su primer día de instituto, descubre que los recién llegados sufren novatadas por parte de los veteranos por lo que decide huir a Sudamérica cuando Brian le convence por error cuando este le confiesa haber sido miembro del Cuerpo de Paz, mientras Peter consigue trabajo en la cervecería Pat Pawtucket, sin embargo el alcohol empieza a pasarle factura.
El episodio sirve como una segunda parte del capítulo Perfect Castaway en el que Peter se quedó sin trabajo después de naufragar.

## Argumento
Chris aguarda con emoción su primer día de instituto hasta que Peter y sus amigos recuerdan los "buenos tiempos" en los que los veteranos sometían a los recién llegados a novatadas, algunas de ellas con agresiones físicas, tales anécdotas atemorizan a Chris hasta que Lois en su primer día le tranquiliza al decirle que todo eso son historias, sin embargo, Lois toca el claxon y ofrece a su hijo como carnaza al gritar a plena voz "Novato!". Chris no tarda en ser acosado por sus nuevos compañeros, incluso por el Alcalde Adam West en una escena parodia de Dazed and Confused. Tras llegar irritado a casa, Lois le anima al decirle que los primeros días siempre son duros, pero que acabará por integrarse, no obstante Chris se niega a volver al centro educativo hasta que Brian le aconseja que escapar de los problemas no es la solución. Como ejemplo le comenta que una vez hizo algo similar al alistarse a los Cuerpos de Paz, atraído por la idea, Chris prepara la maleta mientras Brian sigue hablándole de todo tipo de detalles. Cuando termina la conversación descubre que ha cometido un error al hablarle del tema e intenta ocultárselo a Peter y Lois.
Al mismo tiempo, Peter vuelve a estar sin trabajo y Lois le obliga a que salga en busca de empleo. Finalmente encuentra trabajo como cervecero en la fábrica Pawtucket Pat en la que tiene la ventaja, como empleado, de beber gratis, sin embargo es incapaz de sucumbir a la tentación y le cuesta su puesto en la cadena de montaje para luego ser enviado al departamento de envíos en el que tiene que trabajar con Opie, un compañero con discapacidad cognitiva además de aguantar a su nueva jefa: Angela, la cual empieza a hacerle la vida imposible desde el primer día.
Por otro lado, Lois descubre alarmada en la habitación de Chris una nota en la que afirma haberse inscrito como misionero en el Cuerpo de Paz en una selva de América del Sur. Brian reconoce ser el responsable y ante la posible reacción de la mujer, este la convence de que esa experiencia le podría beneficiar. Al cabo de unos días, Lois aparece deprimida por lo sucedido hasta que recibe una llamada de Chris en el que afirma estar bien y sentirse integrado como uno más de la tribu aparte de prometerle que volverá a Quahog. Sin embargo, cuando llega la noche de la cosecha y la hija del jefe de la tribu le pide bailar, este acepta sin saber que según sus costumbres, si consigue hacer bailar a todos (Wake Me Up Before You Go-Go), quedará oficialmente prometido.
Cuando Lois se entera de que este se ha casado, decide viajar con su familia a Suramérica para traer a su hijo de vuelto, sin embargo Peter cambia de opinión cuando descubre por el cambio de moneda, ser el más rico del país y decide abusar de la hospitalidad de la tribu para pesar de Lois y de Chris, este último por reprocharle utilizar la buena fe del pueblo para resolver sus problemas, no obstante su madre le comenta que eso mismo ha estado haciendo, por lo que se disculpa ante todos y se divorcia de su [adolescente] mujer al reconocer que huyó de su casa por ser un novato. Ante estas palabras, los nativos responden de manera hostil y persiguen a los Griffin por la selva hasta que finalmente consiguen huir con una avioneta, sin embargo se olvidan a Meg en tierra, la cual yace sin vida por las lanzas.

## Producción
El episodio estuvo escrito por Mark Hentemann y dirigido por Peter Shin y Seth Kearsley. Los actores Ralph Garman, Lisa Wilhoit, Danny Smith y Nicole Sullivan prestaron sus voces a sus respectivos personajes además de Adam West y Carrie Fisher como Angela.